# Geschichte des Elsass
Die Geschichte des Elsass, einer Region am westlichen Rand des deutschen Sprachraums, ist geprägt vom fruchtbaren Einfluss zweier der großen Kulturräume Europas: des germanischen (deutschen) und romanischen (französischen). Nach der Völkerwanderung zunächst germanisiert und in die kulturellen Strömungen der deutschen Geschichte einbezogen, geriet es seit der Neuzeit zunehmend unter die politische Kontrolle des französischen Königreichs, wobei es verschiedene äußere Formen durchlief. Zu nennen wären das Herzogtum Elsass (7.–8. Jahrhundert), die beiden Landgrafschaften des Elsass (12.–17. Jahrhundert) und die frühneuzeitliche französische Provinz Elsass (17.–18. Jahrhundert). Mit der Herausbildung des Nationalstaats seit der Französischen Revolution verstärkten sich die Spannungen und die Region wechselte schließlich zwischen 1871 und 1945 vier weitere Male ihre politische Zugehörigkeit.

Das Elsass als Region im Nordosten Frankreichs (bis 2015)

## Kurzüberblick
Für einen Schnellüberblick siehe Elsass#Geschichte
Das heutige Elsass wurde vor etwa 700.000 Jahren erstmals von Menschen besiedelt, seit etwa 50.000 Jahren vom Homo sapiens. Im 6. Jahrtausend v. Chr. hielt das Neolithikum Einzug. Erste Funde, die auf eine politische Oberschicht hindeuten, datieren auf etwa 2000 v. Chr., und etwa 600 v. Chr. begann die Keltenzeit. Das Elsass war eine der Kernregionen der Kelten. Zum Ende der keltischen Epoche herrschte für kurze Zeit Ariovist. Danach regierten im heutigen Elsass für etwa 450 Jahre Römer (ca. 58/52 v. Chr. bis ca. 405/406 n. Chr.).
Nach einer Zeit unklarer und wechselnder Herrschaftsverhältnisse wurde das Elsass Teil Alemanniens. Alemannien fiel in zwei Schritten ans Fränkische Reich: 496/507 der Nordteil, der das Elsass nur tangiert; 536/537, nach kurzem ostgotischen Protektorat, der übrige Teil mit dem Elsass. Dauerhaft siedelnde Alemannen gab es seit etwa 350 im Sundgau, seit dem 5. Jahrhundert auch im übrigen Elsass. Diese wurden anfangs assimiliert, ab dem 5. Jahrhundert behielten sie ihre Religion und ihre Sprache.
Bis zum 7. Jahrhundert gehörte das Elsass zum Herzogtum Alemannien, das einen mehr oder weniger autonomen Verwaltungsbezirk des Frankenreiches darstellte. Anschließend, vielleicht im Zusammenhang mit dem merowingischen Machtverfall, bildete das Elsass bis zur Mitte des 8. Jahrhunderts ein eigenständiges Herzogtum unter den Etichonen. Im Rahmen der karolingischen Machtdurchdringung wurden im 8. Jahrhundert die beiden elsässischen Gaugrafschaften Nordgau und Sundgau gegründet. Zwischen 843 und 925 kam es im Rahmen der fränkischen Reichsteilungen zu einem mehrmaligen Wechsel der Oberherrschaft, ab 925 verblieb das Elsass beim Ostfränkischen Reich (später Heiliges Römisches Reich).
Spätestens 988 wurde das Elsass Teil des Herzogtums Schwaben, bei dem es bis zu dessen Ende 1250 verblieb. Für Nord- und Sundgau wurde vor 1130 je ein Landgrafenamt eingerichtet, sie bestanden bis ins 17. Jahrhundert. Nach 1250 entwickelte sich eine Vielzahl unterschiedlicher Territorien, die zwischen 1633 (erste französische Protektionsverträge und Stationierung von Militär) und 1697/1714 (Friedensschlüsse bestätigen die französischen Eroberungen) mehrheitlich unter französische Oberherrschaft gelangten. Die französische Provinz Elsass wurde eingerichtet, ihre Grenzen wichen von denen der früheren Landgrafschaften teilweise ab.
Zu Beginn der Französischen Revolution wurden 1789 alle politischen Sonderrechte abgeschafft und 1790 die beiden Départements Haut-Rhin und Bas-Rhin geschaffen. Ihre Grenzen stimmten bald nicht mehr überall mit denen der früheren Provinz Elsass überein: 1794 kam die Grafschaft Saarwerden zu Bas-Rhin (Krummes Elsass), 1795 wechselte der Kanton Schirmeck von Bas-Rhin zum Département Vosges, 1798 kam das bis dahin schweizerische Mülhausen zum Haut-Rhin, 1800 kam das Département Mont-Terrible zu Haut-Rhin (1814 zum Kanton Bern) und 1814 kam Landau von Bas-Rhin zunächst zu Österreich und 1816 an Bayern.
Zwischen 1871 und 1918 gehörte das Elsass als Teil von Elsass-Lothringen zum von Preußen geführten deutschen Kaiserreich. Aus den französischen Départements Bas-Rhin und Haut-Rhin wurden dabei die elsass-lothringischen Bezirke Unterelsaß und Oberelsaß. Dabei waren die Grenzen verändert worden: die zu Haut-Rhin gehörende Region um Belfort blieb als Territoire de Belfort bei Frankreich, und kleinere zum Département Vosges gehörende Teile (vor allem das obere Breuschtal) kamen zum Bezirk Unterelsass.
1918 kamen die beiden elsässischen Bezirke wieder als Départements zu Frankreich, die Grenzen wurden nun jedoch nicht verändert. 1940–1944 war das Elsass von der Wehrmacht besetzt, wurde deutscher „Zivilverwaltung“ unterstellt und Teil des NSDAP-Gaus Baden-Elsass, faktisch also annektiert. Mit der Befreiung des Elsass durch amerikanische Truppen im Frühjahr 1945 gelangte es an Frankreich zurück.

„»Meine Vorfahren«, sagte Streib, »jedenfalls die deutschen, kamen, soweit ich weiß, aus dem Elsaß. Das ist der Zipfel, der mal zu Deutschland und mal zu Frankreich gehört – je nachdem, wer gerade den letzten Krieg gewonnen hat.«“

1972 wurde aus den beiden rheinischen Départements die Region Elsass gegründet. Damit wurde die Bezeichnung «Elsass» erstmals seit der Aufhebung der französischen Provinzen Ende des 18. Jahrhunderts wieder Name eines politischen Territoriums Frankreichs. 1979 wurde Straßburg Sitz des Europäischen Parlaments. Die Grenzkontrollen zu Deutschland fielen 1995 weg. Zum 1. Januar 2016 wurde im Zuge einer Territorialreform die Region Elsass aufgelöst und in die Region Grand Est eingegliedert.

## Bis 1250: Die Entstehung des Elsass

### Bis ca. 58 v. Chr.: Vor- und Frühgeschichte

Das heutige Elsass war ein Kernraum der Kelten. Die orange Zone zeigt die Ausgangsregion zur Latènezeit. Das grüne Gebiet zeigt die keltische Einflusszone um 1000 v. Chr., das rote die bis etwa 400 v. Chr.

Die Vor- und Frühgeschichte ist geprägt durch das Auftreten des Menschen, mehrere scharfe Klimawechsel mit Kaltzeiten und die Etablierung keltischer und germanischer Bevölkerungsgruppen.
Die heutige Region Elsass wurde etwa vor mindestens 700.000 Jahren erstmals von Menschen, vor etwa 50.000 Jahren vom Homo sapiens besiedelt. Nach der letzten Kaltzeit stellte sich etwa 10.000 v. Chr. das im Wesentlichen bis ins 18. Jahrhundert bestehende Landschaftsbild ein. Die neolithische Revolution (Beginn des Sesshaftigkeit und Einführung von Ackerbau und Viehzucht) hielt im 6. Jahrtausend v. Chr. Einzug. Aus der Bronzezeit datieren erste Funde, die auf eine politische Oberschicht hindeuten (etwa 2000 v. Chr.).
Für die in der Eisenzeit liegende, etwa 550-jährige keltische Periode, die im Elsass von etwa 600 bis 58/52 v. Chr. dauerte, vermutet man das Vorherrschen kleiner Territorien. Zeugnisse dieser Zeit sind die mur païen („Heidenmauer“) genannten Überreste (Odilienberg, Frankenburg und der Taennchel). Um 110 v. Chr. zogen die Kimbern und andere Germanengruppen durchs Elsass. Im ersten vorchristlichen Jahrhundert siedelten im mittleren und nördlichen auch die germanischen Triboker. Der Süden des Elsass gehörte in dieser Zeit zum Gebiet der keltischen Sequaner, deren Zentrum sich um Besançon befand.
Etwa 71 v. Chr. überschritt der Germane Ariovist als Söldnerführer den Oberrhein. In der Folge baute er seine Machtstellung im Elsass und benachbarten Regionen aus. Weitere germanische Gruppen ließen sich in seinem Herrschaftsbereich nieder.

### Ca. 58 v. Chr.–451 n. Chr.: Römisches Reich und Hunnen
Die römische Epoche ist gekennzeichnet durch die Latinisierung der keltischen und germanischen Gruppen, die Lage an der Außengrenze des römischen Reiches und die damit verbundenen Auseinandersetzungen mit neu zuströmenden germanischen Gruppen.
Nachdem die Sequaner die Römer um Unterstützung gegen Ariovist gebeten hatten, besiegte Julius Caesar 58 v. Chr., vermutlich bei Mülhausen, Ariovist. Bis 52 v. Chr. eroberte Caesar das nun so genannte Gallien. Das Elsass war jetzt Teil des römischen Herrschaftsgebiets, bei dem es bis ins 5. Jahrhundert verblieb. In diesen etwa 450 Jahren war der Rhein anfangs und dann wieder seit dem 3. Jahrhundert römische Reichsgrenze (Gewinn und Verlust der agri decumates). Durch Latinisierung der keltischen Gruppen entwickelte sich eine gallorömische Bevölkerung, die seit dem ersten nachchristlichen Jahrhundert auch erste germanische Gruppen assimilierte. Auch die seit etwa 350 dauerhaft siedelnden Alamannen verschmolzen vorerst mit der gallorömischen Kultur. Sie entwickelten nur im heutigen Sundgau eine Art vorstaatlicher (und vorfränkischer) Eigenständigkeit.

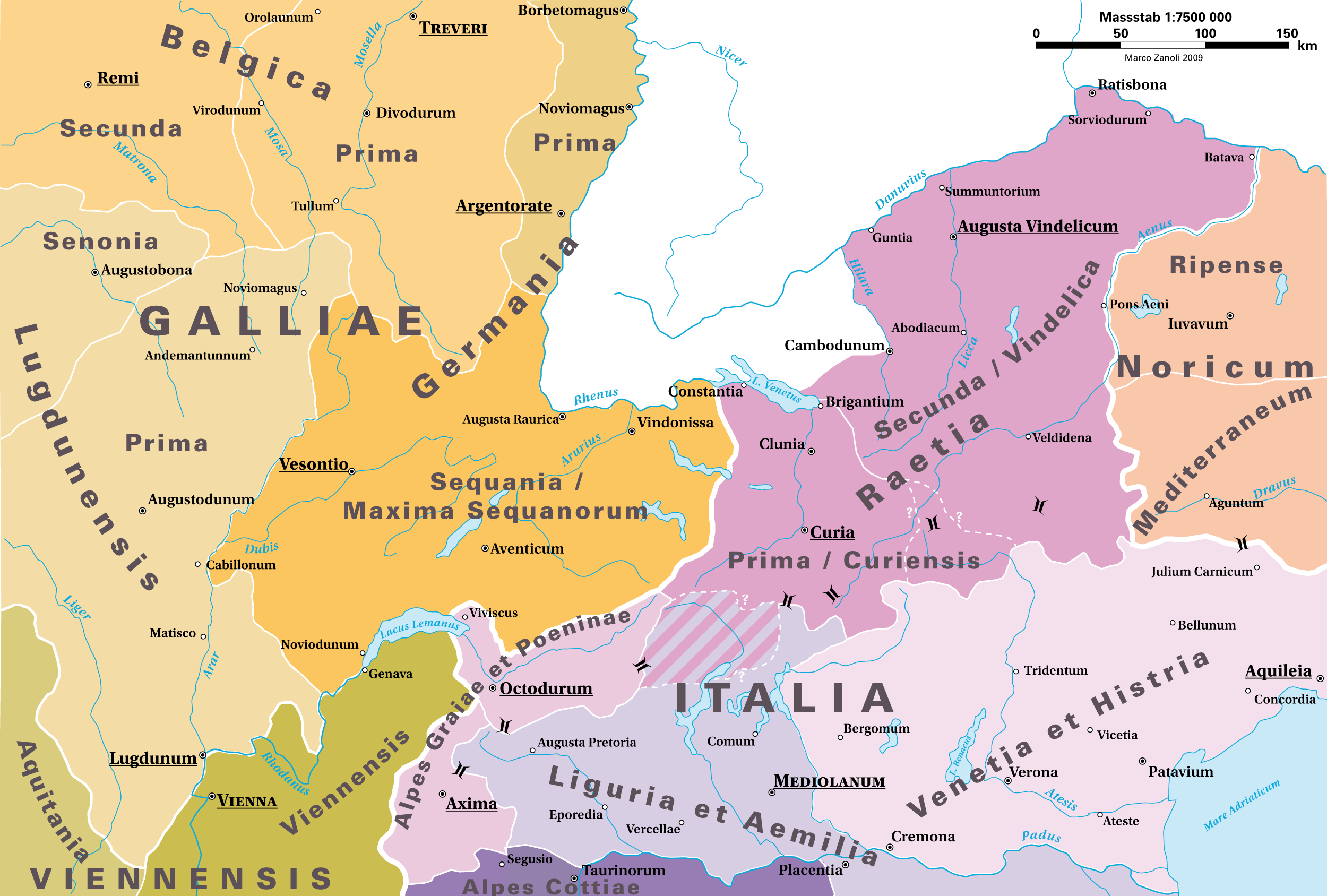
Römische Provinzen um 395

Anfangs standen die eroberten Gebiete unter Militärverwaltung. Im Jahre 89 oder 90 wurde die Provinz Germania superior (Obergermanien) gegründet, zu der auch das heutige Elsass kam. Im Zuge der diokletianischen Reichsreform wurde das südliche Elsass 297 der Provinz Maxima Sequanorum, das nördliche der Provinz Germania prima (Germania I) zugewiesen. Die dabei gezogene Provinzgrenze (Landgraben südlich von Schlettstadt) entspricht weitestgehend den späteren bzw. heutigen Grenzen zwischen Sundgau (südliches „Oberelsass“, später Haut-Rhin) auf der einen und Nordgau („Unterelsass“, später Bas-Rhin) auf der anderen Seite. Beide Provinzen gehörten zur Diözese Gallien. Unter den Römern wurden Militärlager, Zivilsiedlungen und Straßen angelegt. Im Jahre 12 v. Chr. war beispielsweise Argentoratum gegründet worden, die Vorgängersiedlung von Straßburg.
Seit der Mitte des 3. Jahrhunderts kam es in unregelmäßigen Abständen zu Einbrüchen der Alemannen, mit denen römische Heere einige kriegerische Auseinandersetzungen zu bewältigen hatten. Dabei musste der Rhein als Grenze wiederholt wiederhergestellt werden. 405 und 406 zog der römische Heermeister Stilicho die römischen Truppen vom Oberrhein ab, um dem westgotischen Angriff auf Italien begegnen zu können. Später wanderten weitere Alemannen ein (weiter im Norden Burgunden), die diesmal Sprache und Religion beibehielten. Inwieweit es bereits jetzt zu einem Überwiegen der germanischen Bevölkerung gegenüber der gallorömischen Bevölkerung kam, ist offen. Auch die Art und Weise ihres Zusammenlebens ist nicht näher beleuchtet.
435 brachte der römische Heermeister Aëtius im Bündnis mit den Hunnen Gallien wieder unter römische Oberhoheit. Die tatsächliche Macht über das Elsass lag in der Folgezeit jedoch mehr bei den Hunnen als bei den Römern. Seit 441 wurden die Hunnen von Attila angeführt. Nach dem römisch-fränkisch-westgotischen Sieg über Attila und die mit ihm verbündeten Alemannen in der Schlacht auf den Katalaunischen Feldern 451 endete die hunnische Herrschaft im Elsass.

### 451–925: Alemannien und fränkische Reiche
Hauptmerkmale dieser Periode sind die lockere Etablierung Alemanniens (anfangs selbständig, dann aber rasch als Teil des Frankenreiches), die Christianisierung mit Bischofssitzen und Klostergründungen, der kurzzeitige Bestand eines elsässischen Herzogtums, die karolingische Machtorganisation durch die Gaugrafschaften sowie die letztliche Zuordnung des Elsass zum Ostfrankenreich.

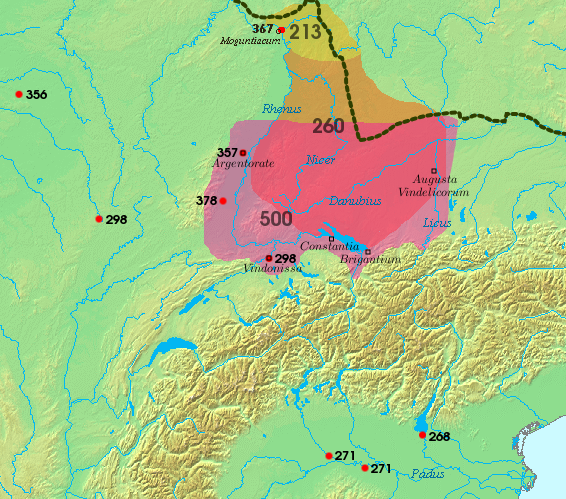
Ausdehnung der Alemannen zwischen dem 3. und 6. Jahrhundert

Ausdehnung des Fränkischen Reiches zwischen 481 und 814

Nach dem Abzug der Hunnen wurde das Elsass nun vermutlich von Alemannen und teilweise auch von gallorömischen Gruppen kontrolliert, da die Römer im Elsass keine Herrschaft mehr hielten. Vermutlich seit dem Ende des Weströmischen Reiches im Jahr 476 endete der letzte noch verbliebene römische Einfluss.
Alemannien, der von Alemannen bewohnte und kontrollierte Raum, reichte im Norden bis ins Maingebiet. Ab wann und unter welchen Voraussetzungen das Elsass als Teil Alemanniens angesehen werden kann, ist offen, vermutlich frühestens 451. Die alemannischen Anführer, die meist gleichzeitig über verschiedene Gebiete Alemanniens herrschten, wurden von römischen Chronisten rex (König) oder dux (Herzog) genannt. Ab etwa 500 erfolgte eine starke Zuwanderung germanischer Siedler ins Elsass, die spätestens nun die gallorömische Bevölkerung nach und nach überwogen.
Ein Konflikt mit dem benachbarten Frankenreich der Merowinger führte nach Gregor von Tours irgendwann zwischen 496 und 507 in der Schlacht von Zülpich zu einer entscheidenden Niederlage der Alemannen gegen die Franken. Das nördliche Alemannien (im Elsass der ungefähr nördlich des Hagenauer Forstes gelegene Teil) wurde daraufhin fränkisch. Der südliche Teil, auf den sich der Name „Alemannien“ reduziert, wurde ostgotisches Protektorat. 536/537 fiel auch dieses Alemannien ans Frankenreich.
Die Alemannen wurden nun christianisiert. Dabei spielten die Bistümer und Bischofsstädte Straßburg (iroschottische Missionare Arbogast, spätes 6. Jh., Florentius), Basel, Speyer und Metz sowie die ersten elsässischen Klöster eine wichtige Rolle (6. Jh.: Surburg, Niederhaslach, Maursmünster; 7. Jh.: Münster, Weißenburg, Hohenburg, Ebersmünster; frühes 8. Jh.: Honau, Murbach). Einer der Missionare war Columban der Jüngere, ein weiterer Leobard. Diese Klöster werden als Frühklöster bezeichnet, weil sie vor den Synoden von Aachen, in der die Trennung von Mönchs- und Kanonikergemeinschaften beschlossen wurde, gegründet wurden.
Die Grenze zwischen dem Bistum Straßburg und dem Bistum Speyer am Hagenauer Forst geht vermutlich auf die nach der Schlacht von Zülpich (536/537) gezogene neue Nordgrenze Alemanniens zurück, die westlich des Rheins gleichzeitig die damalige Nordgrenze des Elsass darstellte. Aber bereits vor Zülpich haben die nördlichen linksrheinischen Gebiete vermutlich nicht unter alemannischer (sondern burgundischer?) Kontrolle gestanden (Speyergau).
Die älteste bekannte Erwähnung des Elsassnamens ist die bei Fredegar überlieferte Bezeichnung Alesaciones, die auf 610 datiert wird.
Mit der Unterwerfung der Alemannen durch die Franken endete deren Souveränität, es wurden aber unregelmäßig durch den fränkischen König Herzöge für das alemannische Gebiet eingesetzt. Darunter ab dem Jahr 628 der kaum schriftlich fassbare Gundoin/Gunzo.
Das Elsass zählte wohl bis zur Mitte des 7. Jahrhunderts zum bis 746 bestehenden Herzogtum Alemannien, danach existierte bis zur Mitte des 8. Jahrhunderts unter den Etichonen ein elsässisches Herzogtum. Seit dem Beginn des 7. Jahrhunderts genoss Alemannien bzw. das Elsass aufgrund des Machtzerfalls der Merowinger weitgehende Autonomie.
Im Rahmen der Erneuerung des Frankenreiches durch die Karolinger endete diese Selbständigkeit im 8. Jahrhundert. Zur Stärkung der Zentralmacht wurde das Frankenreich in Verwaltungsbezirke eingeteilt, die Gaugrafschaften. Im Elsass wurden der Nordgau und der Sundgau (Südgau) eingerichtet. Die Namensgebung legt nahe, dass die Vorstellung eines einheitlichen Elsass bestand, die möglicherweise durch das etichonische Herzogtum Elsass geschaffen wurde.
Sowohl in merowingischer als auch in karolingischer Zeit war das Fränkische Reich wiederholt in verschiedene Teilreiche aufgeteilt. In merowingischer Zeit bestand beispielsweise Austrasien, in karolingischer Zeit Alemannien als Teilkönigreich. Ob das Elsass stets zum alemannischen Reichsteil zählte, ist unklar.
Zur Zeit Karls des Großen (reg. 768–814) war das Elsass eine der zentralen Regionen des Frankenreiches. Während der Regierungszeit Ludwigs I. (reg. 814–840) wurde zwischen ihm und seinen Söhnen heftig um die Machtteilung gestritten. Dabei kam es 833 auf dem Rotfeld zwischen Colmar und Turckheim zum Überlaufen der Truppen Ludwigs zu jenen seiner Söhne, weswegen dieser Ort später Lügenfeld genannt wurde. Die 842 zwischen den Söhnen Ludwig II. und Karl II. abgeschlossenen Vereinbarungen und Treueschwüre, die sogenannten Straßburger Eide, wurden den Truppen der beiden in Altfranzösisch und Althochdeutsch vorgetragen, da diese entweder romanisch- oder germanischsprachig waren.
In der Folge der fränkischen Reichsteilungen wechselte das Elsass zwischen 843 und 925 vier Mal die überregionale politische Zuordnung: 843 zum Mittelfränkischen Reich (Vertrag von Verdun), 870 zum Ostfrankenreich (Vertrag von Mersen), 913 zum Westfrankenreich und schließlich 925 wieder zum Ostfrankenreich. Ab 877 hatte Hugo, der illegitime Sohn Lothars II., erfolglos versucht, im Elsass eine eigenständige Herrschaft zu etablieren. Zu einem unklaren Zeitpunkt wurden die ursprünglich elsässischen Gebiete im Jura (südlich bis zur Aare) und in der Burgundischen Pforte (Ajoie) vom Elsass abgetrennt und zum Burgund geschlagen.

### 925–1250: nachkarolingische Kaiserdynastien des Hochmittelalters

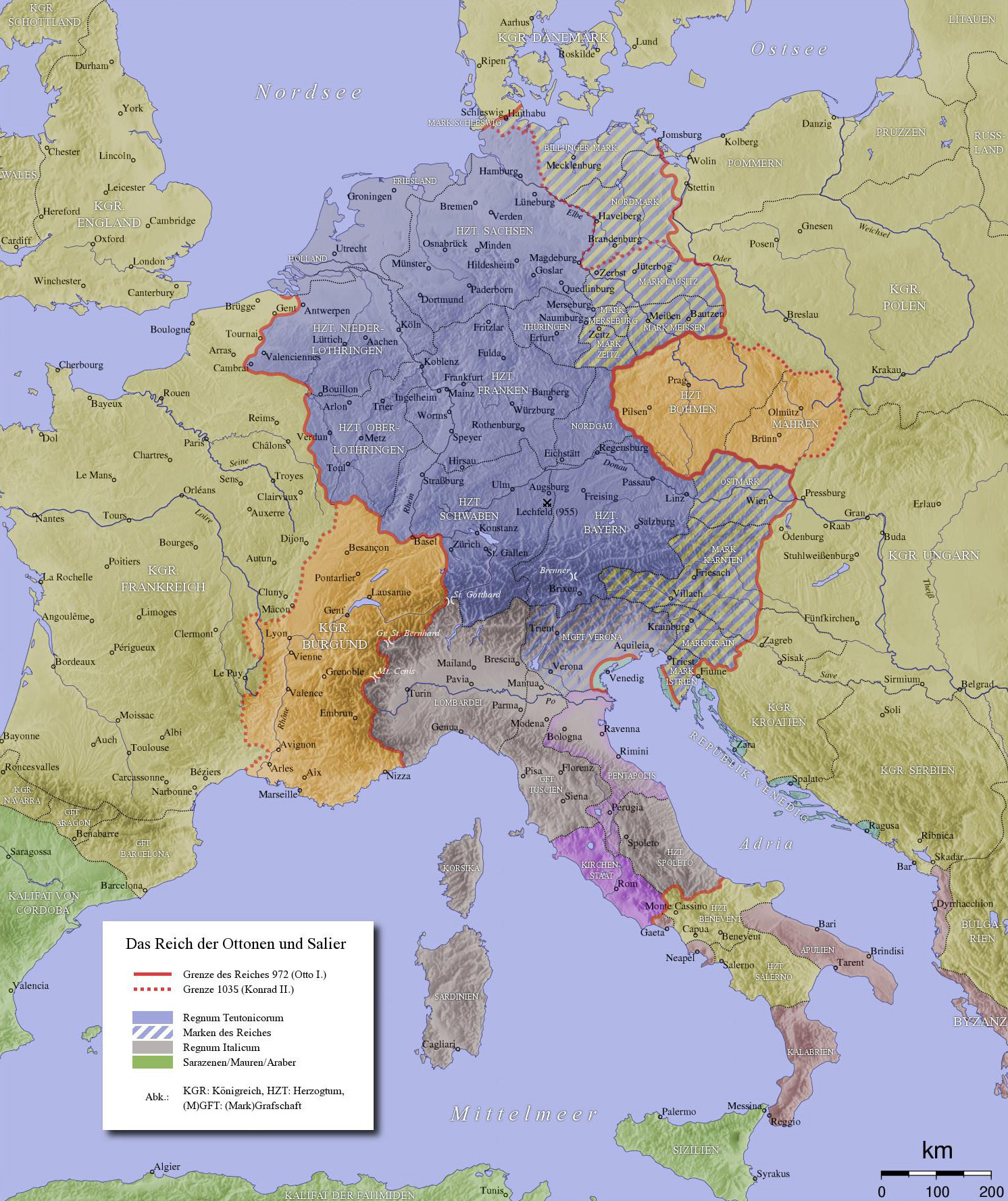
Das Germanisch-Römische Reich im 10. Jahrhundert

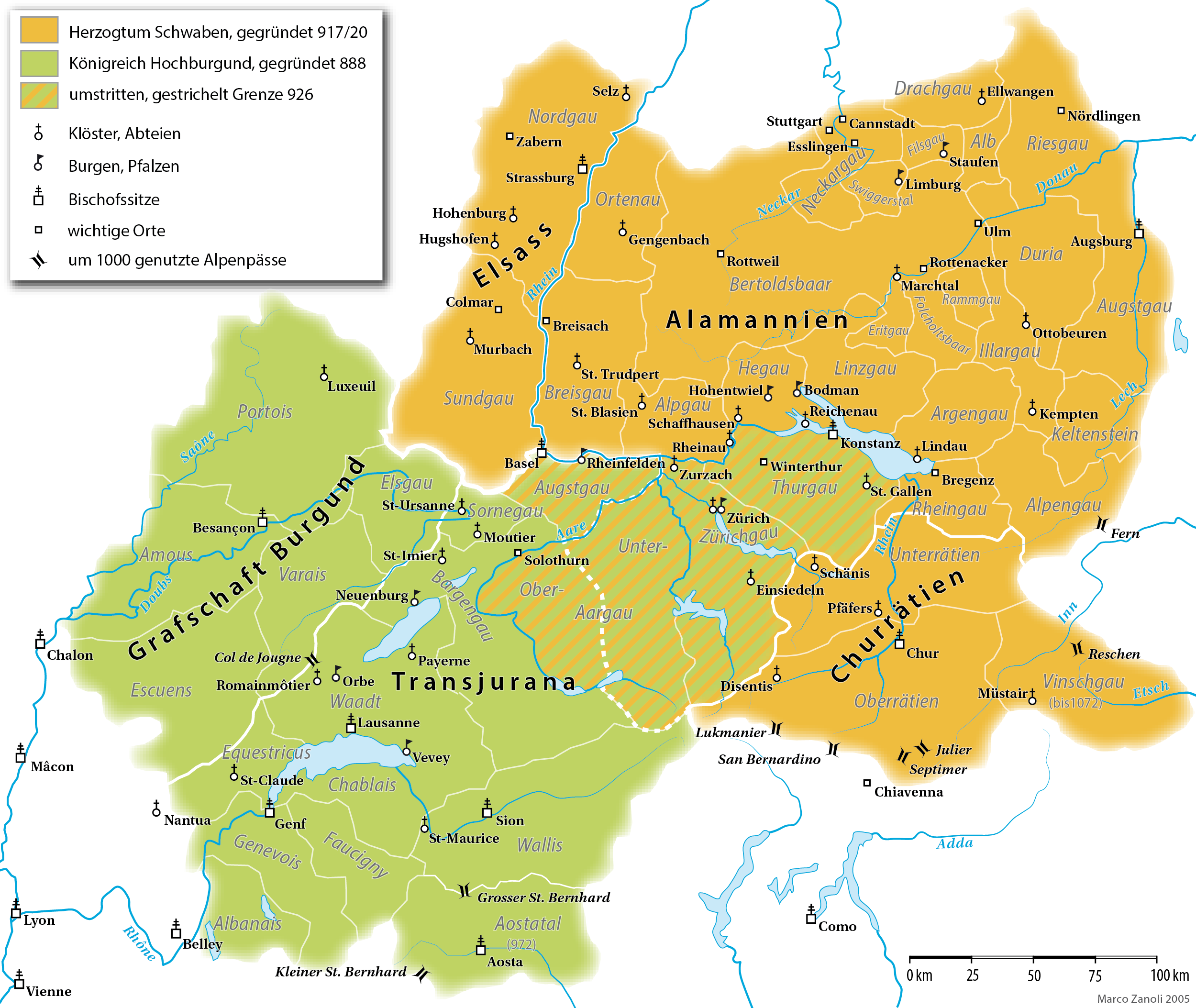
Schwaben und Hochburgund im 10. und 11. Jahrhundert

Diese Epoche ist geprägt durch die Konsolidierung des Ostfrankenreichs zum später so genannten Heiligen Römischen Reich (HRR) und – in der Form einiger Kaiserdynastien wie den Staufern – die noch relativ starke, aber bereits erodierende Zentralgewalt.
Wieder beim Ostfrankenreich (925) spielte das Elsass anfangs eine politische Sonderrolle. 936 oder 950 drangen die Ungarn bis ins Elsass vor. Aus dem Ostfrankenreich wurde langsam das Konglomerat des Heiligen Römischen Reiches (HRR). Spätestens 988 war das Elsass Teil des bis 1250 bestehenden Herzogtums Schwaben. Mit dem Übergang des Königreichs Burgund 1033 ans Kaiserreich hörte das Elsass vorerst auf, Grenzland zu sein. Straßburg entwickelte sich nach Köln zur zweitgrößten Stadt im Reich.
Im 12. Jahrhundert wurde das Elsass zu einem der Kernländer des Stauferreichs. Die Staufer gründeten zahlreiche Städte und Burgen. In Hagenau wurde eine staufische Pfalz, das elsässische Landgericht sowie eine zentrale Verwaltungsstelle installiert. Vor 1130 wurde je ein Landgrafenamt für den Nordgau und den Sundgau geschaffen, die Landgrafenwürde im Sundgau wurde an die Habsburger übertragen. 1212 wurde das Elsass als Provinz (procura) eingerichtet. Die kulturelle und wirtschaftliche Blütezeit dauerte bis ins 14. Jahrhundert an.

## 1250–1789: Vielfalt der Territorien

### Allgemeines

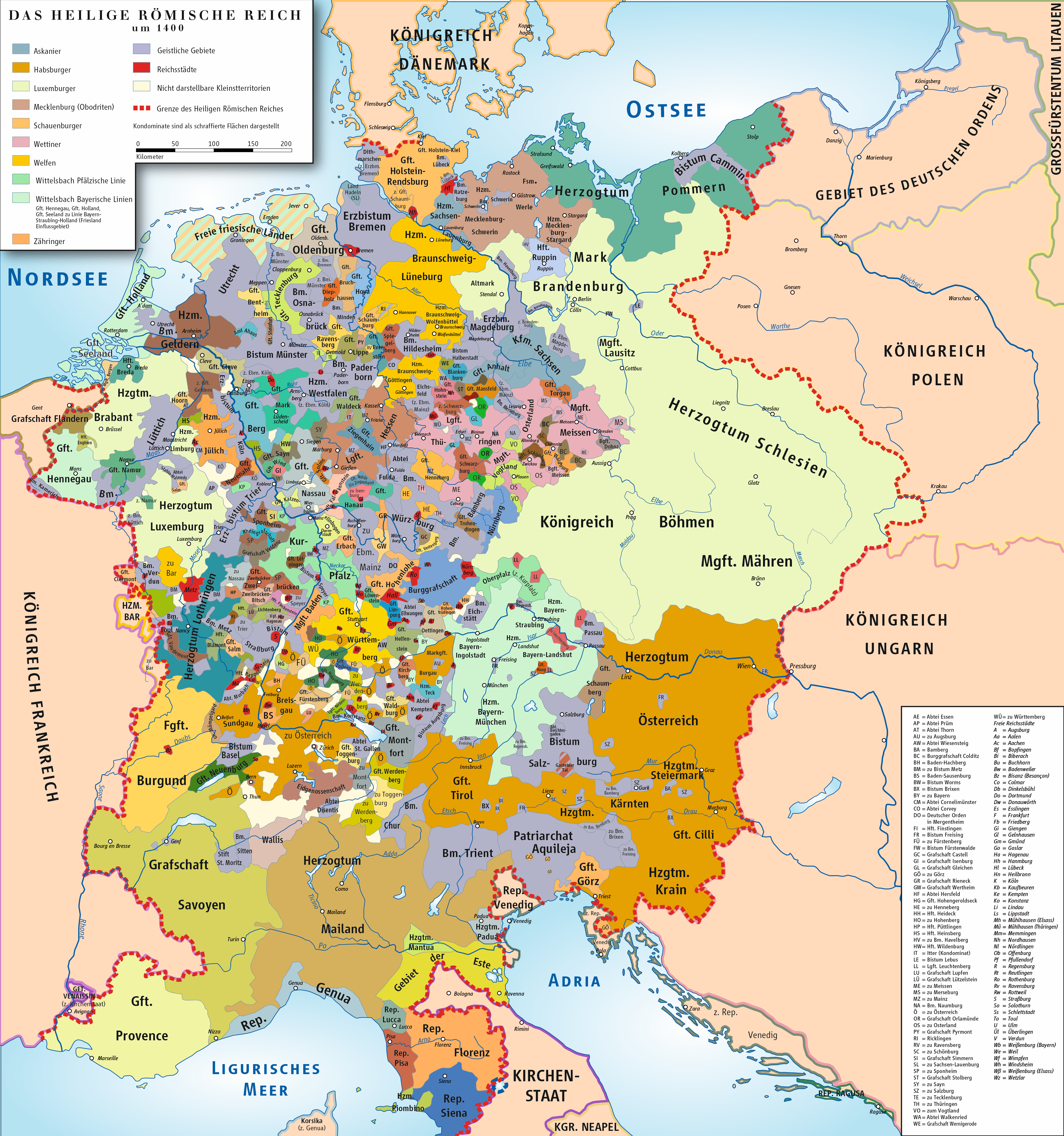
Das Heilige Römische Reich um 1400, weite Teile des Sundgaus waren habsburgisch

Diese Epoche zeichnet sich auch in den benachbarten Regionen aus durch den weiteren Rückgang der Zentralgewalt im Reich zugunsten verschiedener sich etablierender politischer Territorien, deren System grundsätzlich auch den Wechsel der Landesherrschaft vom Reich zu Frankreich im 17. Jahrhundert überdauerte.
Vor allem durch das Ende der Stauferdynastie zwischen 1250 und 1268 und der damit verbundenen Quasi-Auflösung ihres Herzogtums Schwaben, aber auch aufgrund des langsamen allgemeinen Zerfalls der Zentralgewalt im Reich, bildeten sich, nicht nur im Elsass, viele verschiedene politische Territorien heraus. In diesen festigten sich wie überall die territoriumsbezogenen Rechte (Territorialisierung). Diese Territorien (monarchische Herrschaften, Stadtrepubliken und andere) wurden schnell zu den eigentlichen Trägern der wichtigsten politischen Regierungsgewalten. Sie agierten unter dem Dach des Reiches (Reichstage), seit dem 17. Jahrhundert mehrheitlich unter dem des Königreichs Frankreich, und waren in sehr unterschiedlichem Maße an das Reich bzw. an Frankreich gebunden. Regionale politische Institutionen sind die Landstände und die Reichskreise, in der französischen Zeit die Intendance, der Gouverneur und der Conseil souveraign.
Zu den wichtigsten Mächten des Elsass dieser Epoche kann man zählen: die Fürstenhäuser Habsburg (nur bis 1648), Hanau-Lichtenberg, Württemberg und Rappoltstein, die Stadt Straßburg und die Städte des Zehnstädtebunds (Dekapolis), die weltlichen Herrschaften der Bistümer Straßburg und Basel und die Fürstabtei Murbach sowie die Besitzungen der unterelsässischen Ritterschaft. Die Reichsstadt Mülhausen schloss sich 1515 als Zugewandter Ort der älteren Schweizer Eidgenossenschaft an und blieb damit eines der wenigen Gebilde ohne französische landesherrliche Rechte (bis 1798).
Ab etwa dem 13. Jahrhundert begannen sich die beiden Landgrafschaften Ober- und Unterelsass unterschiedlich zu entwickeln. Während im Oberelsass die Habsburger, die seit etwa 1130 den Titel des Landgrafen trugen, zur dominierenden Territorialmacht wurden und weite Teile des Oberelsasses unter ihre Herrschaft brachten, verlor der Titel des Landgrafen im Unterelsass immer mehr an politischer Bedeutung. Formal erwarb der Bischof von Straßburg 1359 durch Kauf den Titel (bestätigt durch ausdrückliche königliche Verleihung 1384 durch Wenzel von Luxemburg), jedoch war dieser schon damals kaum noch mit irgendwelchen Herrschaftsrechten verbunden. Durch das Fehlen eine Zentralgewalt im Unterelsass erlangte der regelmäßig tagende Landtag als Ständeversammlung eine größere Bedeutung. Die Ritterschaft des Unterelsass löste sich zu großen Teilen von der Territorialherrschaft und wurde reichsunmittelbar.

### Spätmittelalter

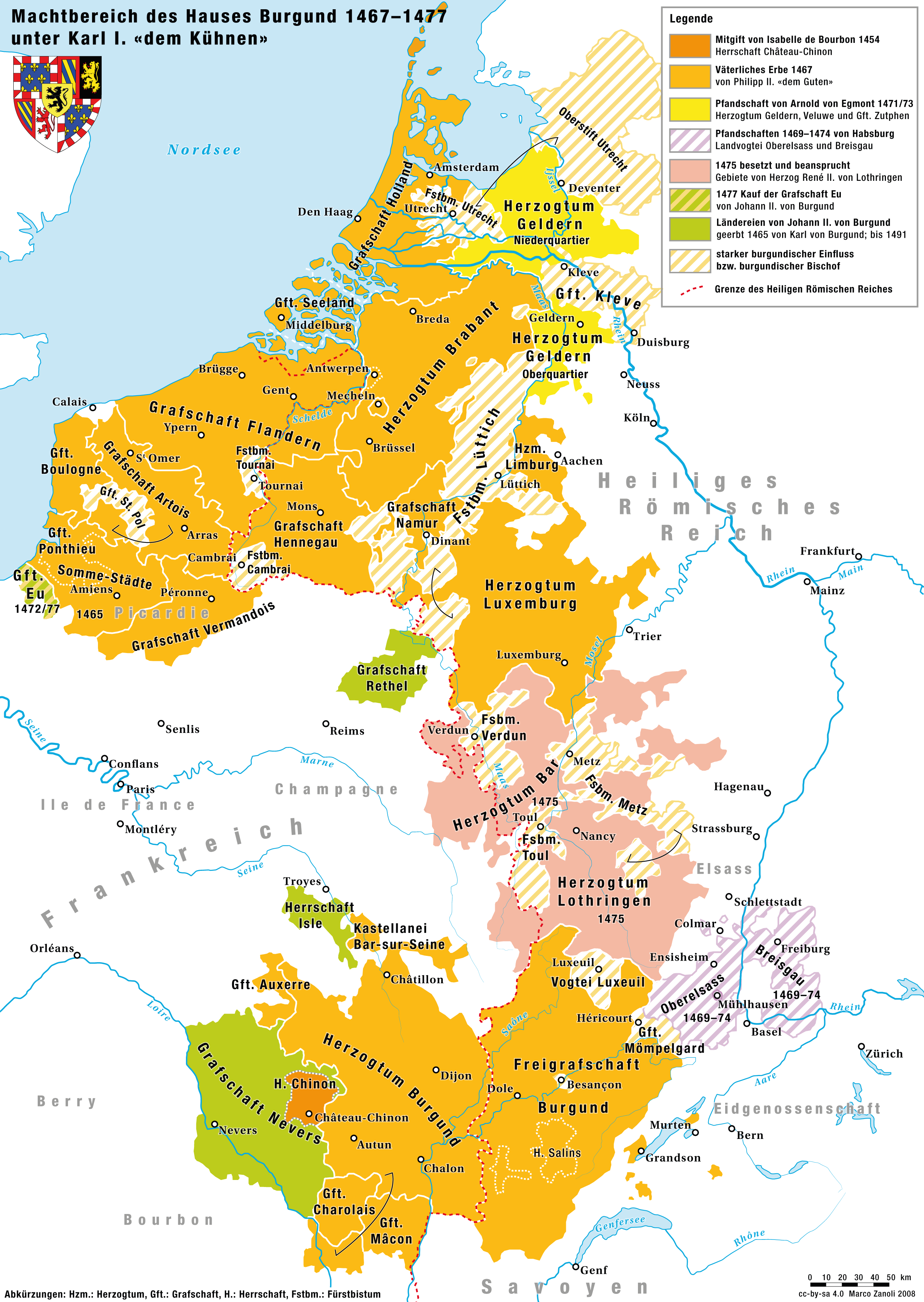
Machtbereich Karls des Kühnen 1465–1477

1439, 1444 und 1445 wurde auch das Elsass von arbeitslos gewordenen Söldnertruppen (den Armagnaken) durchstreift. Wenig später geriet das Elsass in den Blickwinkel Karls I. (Karls des Kühnen), der die Territorien seines neuburgundischen Staates im Burgund, in Luxemburg und im niederländischen Raum über das Elsass und Lothringen zu verbinden gedachte. 1469 wurden ihm die habsburgischen Gebiete des Elsass und des Breisgaus verpfändet. Das Reich Karls fand jedoch ein schnelles Ende. Entscheidend war dabei die Niedere Vereinigung, die aus der schweizerischen Eidgenossenschaft, den elsässischen Reichsstädten, dem Bistum Basel und Herzog Sigismund von Österreich bestand. Nach dem Tod Karls 1477 zerfiel sein Reich, die Pfandgebiete im Elsass fielen zurück an die Habsburger. Zwischen 1493 und 1525 kam es wiederholt zu Bauernaufständen (Bundschuh-Bewegung, Deutscher Bauernkrieg).

### Reichskreise

Reichskreise um 1548

Nach der Einteilung des Heiligen Römischen Reichs in Reichskreise zu Beginn des 16. Jahrhunderts waren viele elsässische Mächte im Oberrheinischen Reichskreis organisiert, zu dem auch pfälzische, lothringische, hessische und savoyische Gebiete zählten. Der Rhein bildete die ungefähre Grenze zum Schwäbischen Kreis. Die habsburgischen Gebiete gehörten zum Österreichischen Reichskreis, die eidgenössischen Gebiete blieben außerhalb der Kreiseinteilung.

### Reformation und Gegenreformation
Straßburg trat 1523/1524 als erste Stadt der Reformation bei und wurde durch Martin Bucer zu einem evangelischen Zentrum. Gemeinsam mit den anderen westoberdeutschen Städten Konstanz, Lindau und Memmingen verfasste Straßburg 1530 die Confessio Tetrapolitana. Zahlreiche weitere elsässische Territorien wurden im 16. Jahrhundert protestantisch (die württembergischen, hanauischen und pfälzischen Gebiete, Mülhausen u. v. a.). Das Elsass wurde auch zu einem Zentrum der Mennoniten.
Der Isenheimer Altar ist ein Symbol der wirtschaftlichen und kulturellen Blütezeit des frühen 16. Jahrhunderts. 1538 gründete Johannes Sturm in Straßburg das protestantische Gymnasium (1556 Akademie, 1621 Universität Straßburg). Auch das Domkapitel des Bistums Straßburg rang im Straßburger Kapitelstreit 1583–1604 um die Einführung der Reformation. Im Rahmen der Gegenreformation wurden im 17. Jahrhundert in Hagenau, Molsheim, Schlettstadt und Ensisheim Jesuitenkollegs eingerichtet.

### Dreißigjähriger Krieg und teilweiser Übergang an Frankreich (1633–1714)
1617 schlossen die Habsburger in Wien und der spanische Hof den Oñate-Vertrag, in dem unter anderem die österreichischen Herrschaft- und Hoheitsrechte im Elsass an Phillip III. von Spanien abgetreten wurden. Die Spanier erhielten dadurch eine durchgehende Verbindung von Genua bis zu den südlichen Niederlanden, mit denen sie im Krieg lagen. Das Haus Habsburg erhielt u. a. 1 Mio. Taler, die zur Stärkung der Habsburger Truppen verwendet wurden.
Zwischen 1633 und 1697/1714 übernahm das Königreich Frankreich nach und nach, teils durch Verträge (de iure), teils durch Annexion (de facto) in den meisten elsässischen Regionen die Landesherrschaft. Die unterhalb der Ebene der Landesherrschaft liegenden Rechte verblieben jedoch teilweise bei den traditionellen Inhabern.
1633 begann die französische Expansion ins Elsass durch den Abschluss von Protektionsverträgen und darauffolgenden militärischen Besetzungen einiger elsässischer Territorien. Handelte es sich zuerst um Gebiete, die sich vor dem Vorrücken der schwedischen Truppen unter dem Rheingrafen Otto Ludwig von Salm-Kyrburg-Mörchingen schützen wollten, übernahm Frankreich nach der schwedischen Niederlage von Nördlingen 1634 auch protestantische Orte, die Schutz vor der Übernahme durch die wiedererstarkten Habsburger suchten. Frankreich stieg damit zunächst indirekt, ab 1635 offiziell in den Dreißigjährigen Krieg ein. Es unterstützte den protestantischen Fürsten Bernhard von Weimar, der 1638 weite Teile des Elsass eroberte und diese als eigene Herrschaft innerhalb des Reiches beanspruchen wollte. Nach seinem Tod 1639 übernahm Frankreich jedoch seine Truppen und die von ihm besetzten Gebiete. Der Dreißigjährige Krieg brachte dem Elsass zahllose Schrecknisse. Die Hälfte der Bevölkerung kam durch den Krieg ums Leben, einige Gebiete wurden entvölkert.

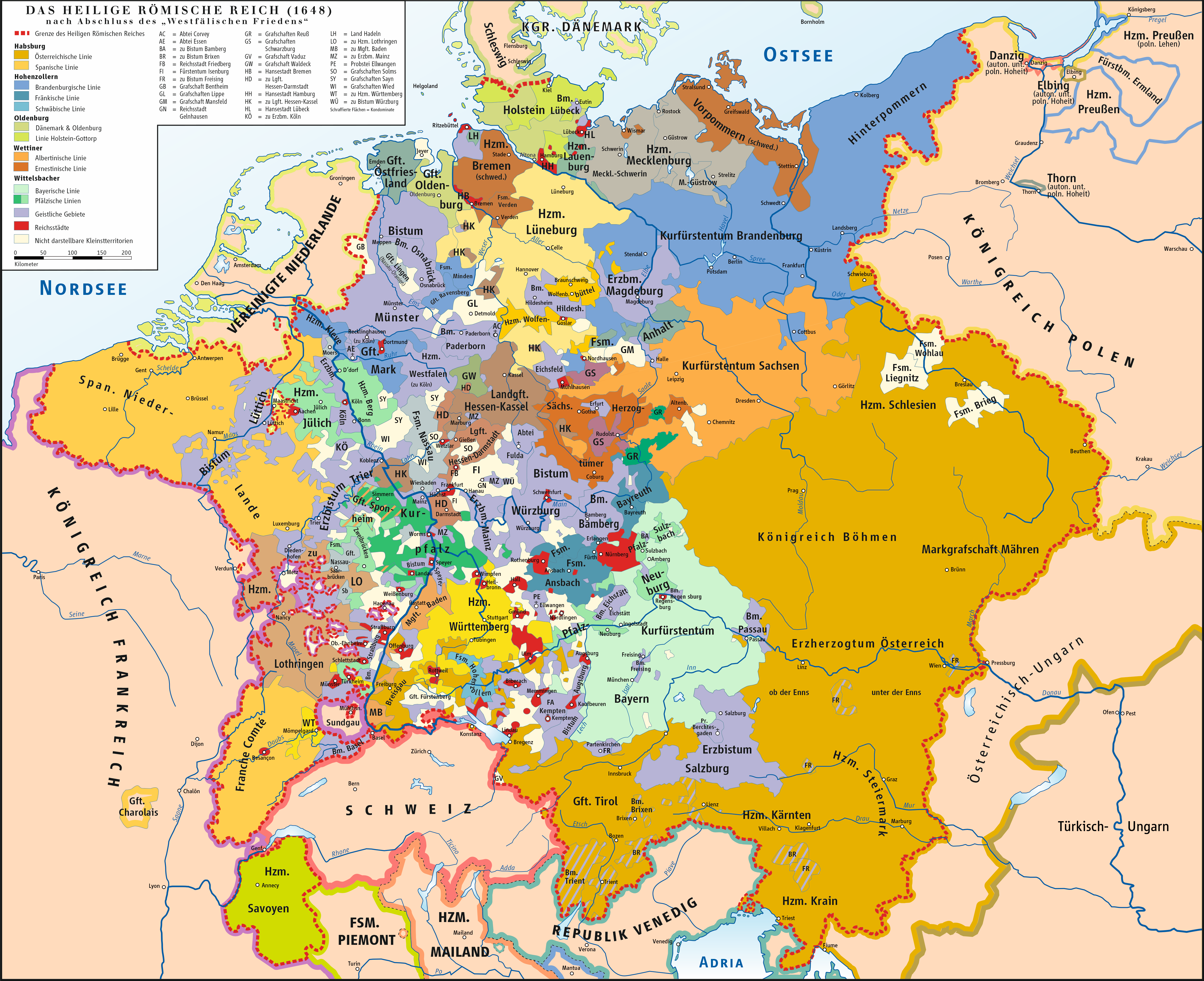
1648 gehörten bereits einige Gebiete zu Frankreich (Reichsterritorien, habsburgische Gebiete)

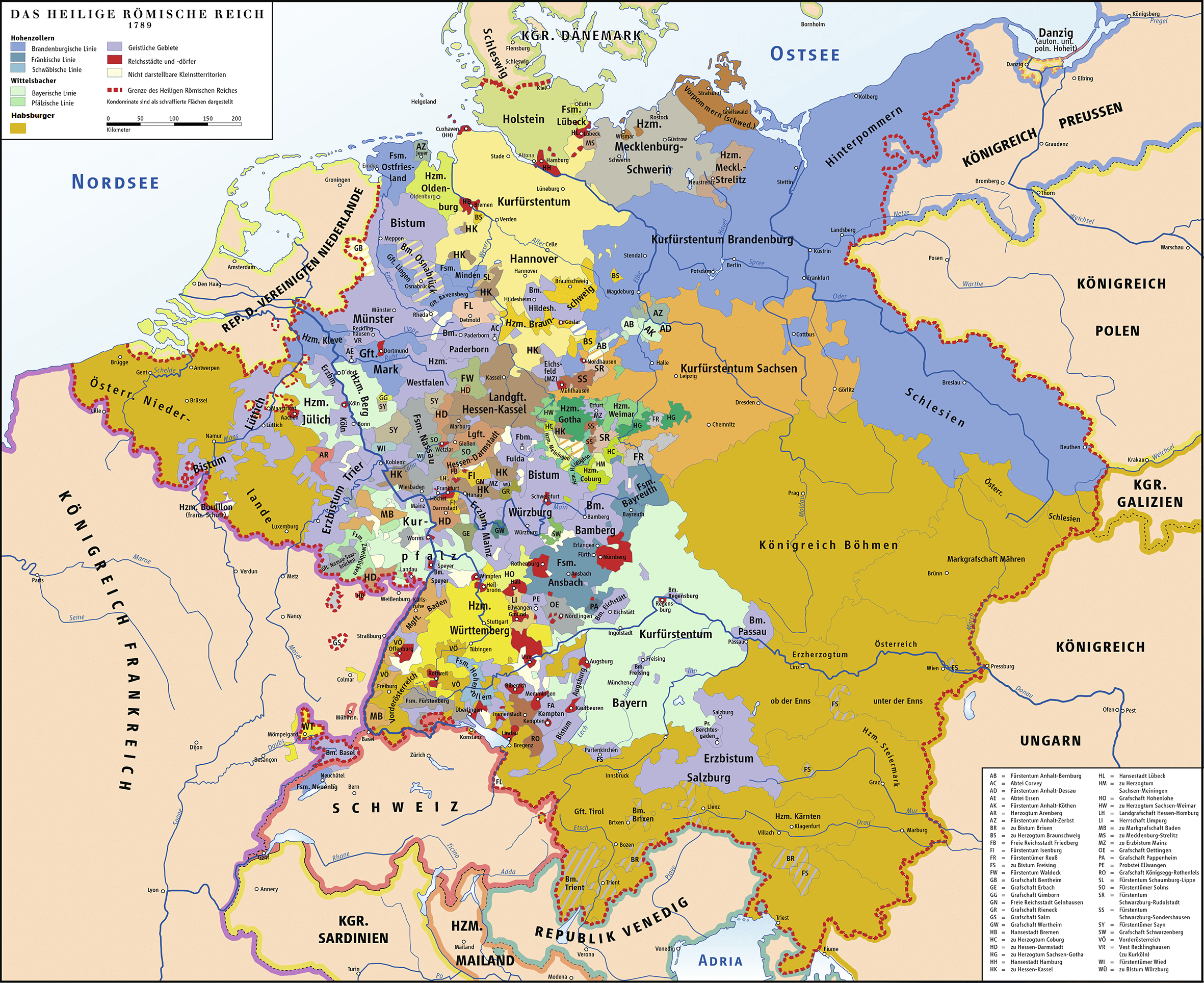
1789 gehörten nur wenige Gebiete im Elsass nicht zu Frankreich

Im Westfälischen Frieden 1648 trat Habsburg seine elsässischen Rechte und Besitzungen komplett ab, also einschließlich die unter der Landeshoheit liegenden Rechte. Ebenso trat Habsburg im Namen des Reiches alle Rechte des Reiches im Elsass ab. Diese Rechte (Vogteirechte über die Dekapolis und andere Reichsterritorien, wie die von Hagenau aus verwaltete Reichslandvogtei) waren jedoch unbestimmte landesherrliche Rechte, was in der Folge zu Konflikten zwischen Frankreich und den ehemaligen Reichsstädten der Dekapolis führen sollte. Wie weit genau die französischen Rechte an den abgetretenen Reichsstädten reichten, ließ der Vertragstext offen, was beiden Seiten Raum für Interpretationen ließ. Wenngleich Frankreich den Vertrag in seinem Sinn las und die Vogtei restriktiver ausübte, als es im Reich üblich war, so blieb doch die Stadtverfassung dieser ehemaligen Reichsstädte trotz der herrschenden absolutistischen Doktrin in Teilen bis 1789 erhalten. Dieses Ergebnis wird gelegentlich dem kaiserlichen Bevollmächtigten Isaak Volmar zugeschrieben.
Weitere Eroberungen führte Frankreich vor allem im Rahmen seiner sogenannten Reunionspolitik durch. Hierfür waren 1680 Reunionskammern
eingerichtet worden, die für die «Wiedervereinigung» (Reunion) der elsässischen und anderer Territorien, jedoch unter dem Dach Frankreichs, sorgen sollten. Diese Kammern verfügten in den folgenden Jahren die «Reunion» nicht französischer Gebiete mit bereits zu Frankreich zählenden Territorien. Ob die gewaltsame Besetzung der freien Reichsstadt Straßburg 1681 mitten im Frieden ebenfalls unter dem Vorwand der ‚Reunion‘ erfolgte, ist unklar.
Viele eroberte protestantische Gebiete kamen wieder unter den Einfluss der katholischen Kirche. So musste das lutherische Straßburger Münster 1681 bei der französischen Besetzung der Stadt an die Katholiken übergeben werden und wurde wieder Kathedrale des Straßburger Bischofs. Zwischen 1671 und 1711 wanderten vor allem aus dem Kanton Bern viele Täufer ein, was Straßburg zu einem Zentrum der frühen Täuferbewegung machte. Die Verfolgung der Protestanten in Innerfrankreich nach der Aufhebung des Edikts von Nantes 1685 fand zwar im Elsass in dieser Weise nicht statt, jedoch begünstigte die französische Obrigkeit den Katholizismus, wo immer möglich.
1689 entschloss sich das Reich zum Krieg, da Frankreich 1688 auch in der Pfalz einmarschiert war (Pfälzischer Erbfolgekrieg). Kriegsziel war unter anderem die Beseitigung der Reunionen. Im Frieden von Rijswijk 1697 erkannte das Reich jedoch die elsässischen Reunionen der Franzosen an. Frankreich räumte die rechtsrheinisch besetzten Orte (Breisach am Rhein, Freiburg im Breisgau u. a.) und die Reunionen im benachbarten Lothringen, behielt aber das Elsass. Unter Vauban wurden zahlreiche Festungswerke errichtet, so unter anderem die Zitadelle um Straßburg und gegenüber von Breisach die Festung Neuf-Brisach (1699–1703).
1701 brach der Spanische Erbfolgekrieg aus. Das mittlerweile in den Türkenkriegen zur Großmacht aufgestiegene Erzherzogtum Österreich versuchte nicht nur, die Übernahme des spanischen Throns durch einen Anjou zu verhindern, sondern auch, das Elsass für Österreich bzw. das Reich zurückzugewinnen. Im Frieden von Rastatt 1714 erkannte der Kaiser jedoch abermals den Status quo im Elsass an.

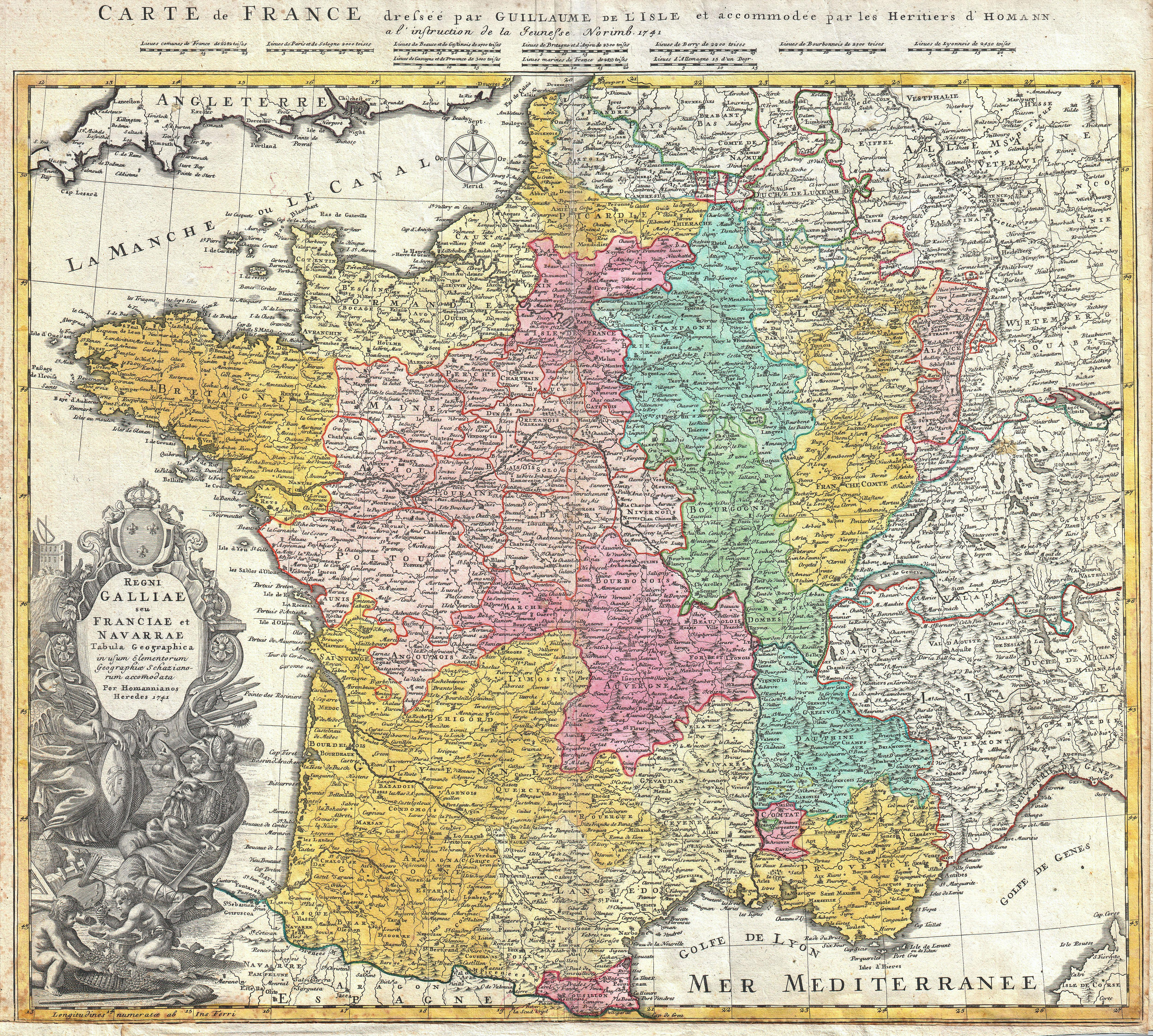
Die historischen Provinzen Frankreichs bis 1789

Aufgrund der Friedensschlüsse von Rijswijk und Rastatt übernahm Frankreich nun auch de jure die politische Gewalt in den eroberten Gebieten. In diesen Friedensschlüssen und den diesen vorausgegangenen Kriegen und Jahrzehnten hatte sich eine Schwäche des Reiches und der habsburgischen Zentralgewalt im Westen gezeigt, die unter anderem in inneren Konflikten und in den Kriegen mit dem Osmanischen Reich im Osten ihre Ursache hatte.

### 18. Jahrhundert
Anfang des 18. Jahrhunderts wanderten zehntausende Elsässer in die menschenleeren Gebiete im damaligen südlichen Ungarn aus, vorwiegend in das Banat und in die Batschka. Diese Gebiete waren zuvor durch die Habsburger von den Türken erobert worden.
1753 wurde Graf Kaunitz-Rietberg Regierungschef im Erzherzogtum Österreich. Er beendete die Feindschaft mit Frankreich, daher endeten nun auch die Bemühungen der Habsburger um das Elsass.
Die neu gewonnenen Gebiete hatte Frankreich nicht zum eigenen Zollgebiet gezogen. Die französische Zollgrenze verlief weiterhin über die Vogesen. Viele Herrschaften standen nur unter französischer Oberhoheit, manche von ihnen konnten weiterhin mehr oder weniger autonom und selbstverwaltet agieren. Die Verbindung von einheitlicher Landesherrschaft, relativer Selbständigkeit und dem Verbleib beim überkommenen Zoll- und Wirtschaftsraum waren einige der Faktoren der kulturellen und wirtschaftlichen Blütezeit, die das Elsass im 18. Jahrhundert erlebte.

## Seit 1789

### 1789–1815: Revolutionszeit
Die Revolutionszeit war von dem Bestreben Frankreichs geprägt, den bereits annektierten elsässischen Gebieten des Heiligen Römischen Reichs auch noch die bis dahin unter Reichshoheit verbliebenen elsässischen Territorien anzugliedern. Die von Landgier getriebenen Bemühungen der revolutionären Machthaber, weitere Teile des Elsass unter ihre Kontrolle zu bringen und in den französischen Zentralstaat zu integrieren, sowie ihr grausamer Umgang mit Oppositionellen lösten im Elsass zwischen 1789 und 1793 eine Konterrevolution aus. Noch 1794 wurde in Paris der im benachbarten Lothringen in dem Dorf Elwingen wohnhafte Archäologe und Numismatiker Dominik de Mory (1738–1794) hingerichtet.
Zu Beginn der Französischen Revolution wurden 1789 im Zuge der Vereinheitlichung und Zentralisierung Frankreichs die überkommenen Rechte der elsässischen Herrschaften abgeschafft (beispielsweise die Stadtverfassung Straßburgs) und 1790 die beiden Départements Haut-Rhin und Bas-Rhin gegründet. 1791 trat die Bürgerliche Verfassung für ganz Frankreich in Kraft, die Menschenrechte, das Recht auf Privateigentum und das Zensuswahlrecht postulierte (Code civil).
1793 und 1794 kamen zu Frankreich die bis dahin noch ganz zum Reich gehörenden lothringische Grafschaften (Ober-)Salm (1793, Département Vosges, ein Teil von Obersalm wurde 1871 elsässisch) und Saarwerden (1794, bat aus konfessionellen Gründen trotz seiner Lage auf der lothringischen Hochebene erfolgreich um den Anschluss an Bas-Rhin, heute Krummes Elsass genannt). Nach dem Verbot christlicher Riten unter den Jakobinern 1794 gingen Teile der Bevölkerung ins vorläufige Exil. Zu Taufe und Heirat pilgerten vor allem Sundgauer ins solothurnische Mariastein. Das Straßburger Münster soll nur knapp dem Abriss entgangen sein.
Für Beurkundungen und Gerichtsverhandlungen hatte das Königreich Frankreich der Bevölkerung im annektierten Teil des Elsass, die deutsch war, schon am 20. Januar 1685 die Benutzung der französischen Sprache vorschreiben wollen. Während der Französischen Revolution wurde für die alten wie auch für die während der Revolution zusätzlich annektierten deutschen Gebiete am linken Rheinufer am 24. Prairial XI. nun der allgemeine und ausschließliche Gebrauch der französischen Sprache verfügt.
1795 wechselte der Kanton Schirmeck, vielleicht aus sprachlichen Gründen, vom Département Bas-Rhin zum Département Vosges. 1798 wurde die Helvetische Republik gegründet, Mülhausen verlor damit seine Bündnispartner. Die Stadt wurde mit einer Handelsblockade belegt, worauf sie sich im gleichen Jahr zum Beitritt zur französischen Republik entschied. Somit waren nun alle Gebiete des Elsass Teil Frankreichs. 1800 kam das aufgelöste Département Mont-Terrible mit den Arrondissements Porrentruy und Delémont zum elsässischen Département Haut-Rhin. Mit der Einführung des Code civil 1800 wurde das überkommene Gemeine Recht abgeschafft. Insbesondere enteignete Elsässer wanderten 1803, 1804 und 1808 massenhaft nach Russland aus.
Nach den Niederlagen Napoléons wurde auf dem Wiener Kongress auch über die Zukunft des Elsass verhandelt. Der französische Diplomat Talleyrand setzte den Verbleib des Elsass bei der wieder hergestellten französischen Monarchie durch. Die lediglich geringen Grenzveränderungen legten die bis heute gültigen französischen Außengrenzen fest: 1814 kamen die seit 1800 zu Haut-Rhin gehörenden Gebiete um Porrentruy und Delémont zum Kanton Bern, 1815 kamen Landau und weitere kleinere Gebiete im Nordelsass an die bayerische Pfalz, Weißenburg (Wissembourg) verblieb als Grenzstadt bei Frankreich (Zweiter Pariser Frieden).

### 1815–1870
Diese Phase des 19. Jahrhunderts war europaweit gekennzeichnet durch die einsetzende Industrialisierung, Monetarisierung und das Wachsen nationalistischer Bewegungen.
1834 wurde ein Kanal von Mülhausen nach Straßburg gebaut. Die bis 1846 dauernde Bevölkerungsexplosion führte zu Hungersnöten und Auswanderungswellen. Viele emigrierten nach Amerika, insbesondere nach Texas (siehe Castroville). Im Jahre 1840 begann der Eisenbahnbau. 1841 wurde die Linie Straßburg-Mülhausen eröffnet, 1844 Mülhausen–Basel, 1851 Straßburg–Nancy und 1855 die Strecken Straßburg–Ludwigshafen und Mülhausen–Belfort–Besançon. Im Raum Mülhausen entstand eine Maschinenbauindustrie.

### 1870–1914
Diese 44 Jahre waren geprägt durch die Zugehörigkeit zum deutschen Kaiserreich und dessen mangelnde Integrationsfähigkeit, fortschreitenden Nationalismus und sich ausdehnende Industrialisierung.

Das Elsass als Teil Elsass-Lothringens (rot) und des von Preußen (blau) geführten deutschen Kaiserreichs 1871–1918. Benachbarte Reichsterritorien waren Baden, Bayern und Preußen.

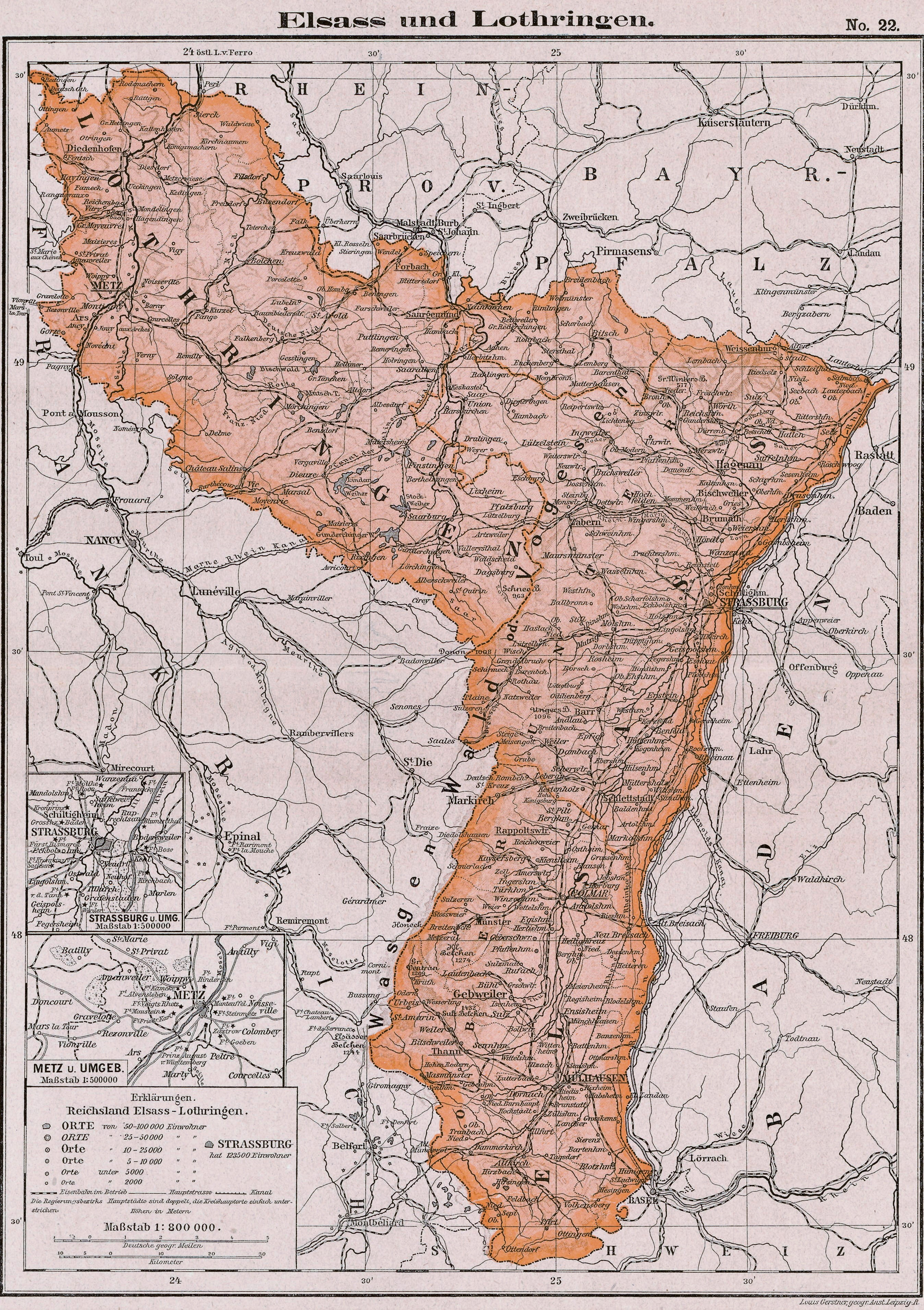
Elsass-Lothringen

1870 war es zwischen Frankreich und dem vom Preußen angeführten Norddeutschen Bund zum später so genannten Deutsch-Französischen Krieg gekommen, an dem sich auch die süddeutschen Staaten beteiligten. Bei der Bombardierung Straßburgs durch preußische Artillerie wurden einige Gebäude und Kulturschätze zerstört (beispielsweise der Hortus Deliciarum).
Im anschließenden Frankfurter Frieden von 1871 wurden Teile Ostfrankreichs an das während des Krieges 1871 gegründete und von Preußen geführte deutsche Kaiserreich abgetreten und in diesem als Reichsland Elsaß-Lothringen eingerichtet. Dabei handelte es sich vor allem um die überwiegenden Teile der beiden Départements Bas-Rhin und Haut-Rhin und in etwa um die Nordhälfte des benachbarten Lothringens. Aus den Départements Bas-Rhin und Haut-Rhin wurden die elsass-lothringischen Bezirke Unterelsass und Oberelsass.
Die Grenzziehung erfolgte vor allem unter wirtschaftlichen und militärischen Gesichtspunkten. So verblieb das zu Haut-Rhin gehörende Belfort mit Umgebung (heutiges Territoire de Belfort) aufgrund von Wünschen des preußischen Militärs (kürzestmögliche Grenzlinie zwischen Vogesen und Jura) bei Frankreich. Kleine Teile des Départements Vosges, die zumeist östlich der Kammlinie der Vogesen im oberen Breuschtal oder westlich davon im oberen Tal der Plaine lagen, kamen hingegen zum Bezirk Unterelsass, namentlich der bereits bis 1795 zu Haut-Rhin gehörende Kanton Schirmeck und Teile des Kantons Saales. Schon 1872 kamen die Gemeinden Raon-lès-Leau und Raon-sur-Plaine wieder zurück an Frankreich, jedoch unter eigenartiger Teilung ihrer Gemeindegebiete, indem die auf ihren Gemarkungen liegenden Waldgebiete größtenteils bei Elsass-Lothringen verblieben.
Innerhalb des als Fürstenbund organisierten deutschen Kaiserreiches bildeten die abgetretenen Gebiete kein den anderen Teilstaaten gleichrangiges Gebiet, sondern wurden ähnlich einer Kolonie von Behörden des Reichs und Preußens verwaltet. Erst 1911 wurde Elsass-Lothringen den übrigen deutschen Teilstaaten verfassungsrechtlich gleichgestellt und erhielt Landesverwaltung, Parlament (Landtag), Landesregierung und Landesverfassung.
Der Frankfurter Friede beinhaltete auch die sogenannte „Option“: Bis zum Oktober 1872 konnten die Einwohner des neuen Landes Elsass-Lothringen entscheiden, ob sie französische Staatsbürger bleiben wollten (was bedeutete, Elsass-Lothringen verlassen zu müssen). Für etwa ein Zehntel der Bevölkerung Elsass-Lothringens, also circa 161.000 Menschen, wurden Optionen bei den Behörden abgegeben, etwa 50.000 Bürger nahmen sie letztendlich wahr.
1872 wurde Elsass-Lothringen auch in den Deutschen Zollverein aufgenommen. Aufgrund der Industrialisierung wuchsen vor allem die großen Städte stark an. In Straßburg und Mülhausen wurden typische gründerzeitliche Stadtviertel angelegt. Im ländlichen Raum hingegen kam es teilweise zu einem Bevölkerungsrückgang. Mit der Einführung des Bürgerlichen Gesetzbuchs 1900 trat der Code Civil außer Kraft.
In Frankreich entstand eine nationalistische Revanchismus-Bewegung, die sich auch aus Ereignissen wie der Schnäbele-Affäre 1887 speiste. Im Umfeld der Kriegsschulddebatte entstand später eine Legende, die besagte, dass sich die Regierung unter dem zum Revanchismus tendierenden Raymond Poincaré für einen Krieg zur Rückgewinnung Elsass-Lothringens einsetzte. Die Zabern-Affäre vergiftete 1913 erneut das Verhältnis zwischen den Elsässern und der Zivilverwaltung. 1914 ernannte Wilhelm II. mit Johann von Dallwitz zudem einen Kaiserlichen Statthalter für Elsass-Lothringen, der die Verfassung von 1911 ablehnte.

### 1914–1918: Erster Weltkrieg
Zu Beginn des Ersten Weltkriegs wurde am 31. Juli 1914 für Elsass-Lothringen der Kriegszustand verhängt. Das bedeutete die nahezu vollständige Entmachtung der elsässisch-lothringischen Landesregierung zugunsten einer oft willkürlich agierenden deutschen Militärdiktatur. Trotz des Verlaufs der Westfront durch das Oberelsass wurde die Region nicht zu einem Hauptkriegsschauplatz.
Sowohl die deutschen als auch die französischen Armeen zeigten gegenüber den Elsässern großes Misstrauen, das sich von beiden Seiten in zahlreichen Repressionen äußerte. Im August 1914 war Mülhausen zweimal kurzzeitig von französischen Truppen eingenommen, dabei wurden zahlreiche Zivilisten in Internierungslager nach Frankreich verschleppt. Nach dem Vorwurf, auf deutsche Soldaten geschossen zu haben, wurden im Mülhauser Vorort Burzweiler sechs Elsässer hingerichtet und 60 Häuser zerstört. Die anschließende Untersuchung zeigte jedoch, dass deutsche Truppen aufeinander geschossen hatten.
Die bald starre Westfront mit ihren Stellungskämpfen verlief von der Schweizer Grenze westlich an Mülhausen vorbei durch den Sundgau und quer durch die südöstlichen Vogesen, durch das Münstertal zum Col du Bonhomme. Etwas weiter nördlich verließ die Front den Vogesenkamm Richtung Lothringen und Belgien. Massive Kampfhandlungen fanden nur 1914 und 1915 statt, unter anderem im Münstertal und am Hartmannsweilerkopf. Viele Orte wurden zerstört, unter anderem die Stadt Münster. Zahlreiche Soldatenfriedhöfe zeugen heute von diesem Krieg.
In seiner letzten Rede vor dem Reichstag in Berlin 1918 sprach der elsass-lothringische Abgeordnete Franz Xaver Haegy im Zusammenhang mit der preußisch-deutschen Zeit von einer „Fremdherrschaft“, und bezüglich der politischen Behandlung Elsass-Lothringens von „verbissener Zähigkeit“ und „giftiger Selbstsicherheit“.
Im November 1918 bildeten sich im Deutschen Reich Arbeiter- und Soldatenräte, so auch in Straßburg. Die Ende 1918 ausgerufene Republik Elsaß-Lothringen hatte allerdings angesichts des kurz bevorstehenden Einmarsches der französischen Truppen weder großen Rückhalt noch eine echte historische Perspektive. Im Waffenstillstand am 11. November 1918 diktierten die Franzosen den Deutschen die Bedingungen; unter anderem hatten sie sämtliche besetzten Gebiete sowie das Reichsland Elsaß-Lothringen binnen 15 Tagen zu räumen.

### 1918–1945
Diese 27 Jahre währende Periode 1918–1945 waren geprägt durch den sich verschärfenden Nationalismus dieser Zeit und die Besetzung durch die Wehrmacht während des Zweiten Weltkrieges.

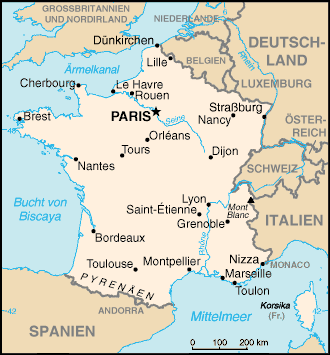
Frankreich 1861–1871, 1918–1940 und seit 1945

Nach dem Ersten Weltkrieg kam das 1871 abgetretene Gebiet wieder zu Frankreich. Das Territoire de Belfort, das bis 1871 Teil des nun wiedererrichteten Départements Haut-Rhin gewesen war, wurde nicht wieder mit diesem vereinigt. Die reichsdeutschen Beamten und nach 1871 Zugezogene und deren Nachfahren (insgesamt 300.000 Menschen) mussten das Elsass verlassen. Im Gegenzug kehrten viele Menschen zurück, die 1871 nach Frankreich gezogen waren. Das politische Leben formierte sich weitgehend anhand der Muster aus der Vorkriegszeit. Neben nun zwei liberalen Parteien gründete sich die Zentrumspartei neu als Union populaire républicaine (UPR).
Die sich entwickelnden Ideen einer regionalen Autonomie innerhalb Frankreichs hatten keinen Erfolg: Der 1918 gegründete Elsass-Lothringische Nationalrat löste sich bald wieder auf. Auch das 1919 gebildete Generalkommissariat verlor schnell an Bedeutung. Nach 1924 entstand eine Autonomiebewegung, die zuerst konfessionelle, dann eher kulturelle (auch sprachliche) Autonomie einforderte. Mitglieder der Autonomiebewegung gründeten 1927 die Autonomistische Landespartei. Nach dem sogenannten „Komplott-Prozess“ von Colmar (die vier Verurteilten wurden nach zwei Monaten begnadigt) entstand das parteiübergreifende Bündnis Heimatrechtliche Volksfront, deren Vertreter 1929 in Colmar und Straßburg zum Bürgermeister gewählt wurden. Aufgrund des Sympathisierens der Autonomistischen Landespartei mit der NSDAP zerbrach das Bündnis 1933 durch den Austritt der UPR.
Zwei Tage nach Beginn des deutschen Überfalls auf Polen, der 1939 den Zweiten Weltkrieg auslöste, erfolgte die Kriegserklärung Frankreichs an Deutschland und die Evakuierung grenznaher Regionen.

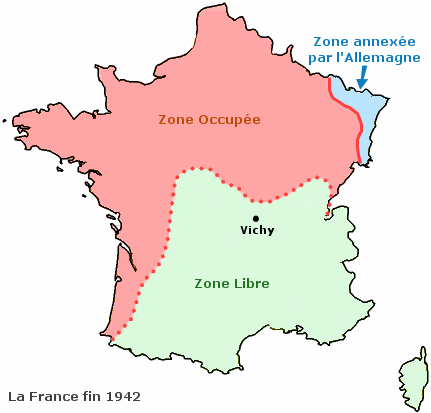
Frankreich Ende 1942

Während des Frankreichfeldzuges 1940 besetzte die deutsche Wehrmacht das Elsass, unterstellte es „reichsdeutscher Zivilverwaltung“ als CdZ-Gebiet und schloss es dem NSDAP-Gau Baden-Elsass an. Zu nennenswerten Kampfhandlungen kam es im Elsass dabei nicht. Eine völkerrechtliche Abtretung des Gebietes durch Frankreich fand nicht statt. 45.000 Menschen wurden aus dem Elsass ausgewiesen. 1941 richteten die Nazis in den Vogesen das Konzentrationslager Struthof ein. Eine Symbolfigur der Politik der NSDAP im Elsass ist Robert Wagner („Robert Backfisch“).
Von den zwischen 1942 und 1944 etwa 130.000 als „Volksdeutsche“ in die Wehrmacht und die Waffen-SS eingezogenen Elsässer und Lothringer (100.000 Elsässer und 30.000 Lothringer) kamen etwa 42.500 um. Die Einziehung war völkerrechtswidrig, da Staatsangehörige des Kriegsgegners nicht eingezogen werden dürfen. Die meisten dieser so genannten Malgré-nous wurden an der Ostfront eingesetzt. Umgekehrt waren zuvor bereits viele Elsässer von der französischen Armee eingezogen worden, hatten sich dieser freiwillig angeschlossen oder gehörten später dem französischen Widerstand (Résistance) an.
Zwischen November 1944 und Februar 1945 wurde das Elsass von alliierten Truppen eingenommen (→ La Libération) und anschließend wieder unter französische Verwaltung gestellt.

### Seit 1945: Zeitgeschichte
Die Epoche nach 1945 ist gekennzeichnet durch die enorme globale wirtschaftliche Entwicklung, die damit zusammenhängende europäische Integration und durch französische Dezentralisierungsmaßnahmen.
Elsässer, die als Angehörige der Wehrmacht oder der Waffen-SS in sowjetische Gefangenschaft geraten waren, wurden von der Sowjetunion weiterhin als deutsche Kriegsgefangene behandelt. Nur wenige konnten unmittelbar nach Kriegsende zurückkehren. Die letzten Gefangenen kehrten erst 1952 zurück. In den 1980er Jahren stellte die deutsche Bundesregierung eine Entschädigung für während der NS-Zeit eingezogene Elsässer zur Verfügung: durchschnittlich etwas mehr als 3000 DM pro Berechtigtem.

Die sechs Gründungsmitglieder der 1952 geschaffenen Montanunion, des Vorläufers der EU

Seit Kriegsende wurde die elsässische Sprache und Kultur von amtlicher und politischer Seite marginalisiert – erst 1973 wurde wieder deutschsprachiger Unterricht in den Schulen gestattet, sodass ein großer Teil der Bevölkerung zu Französisch als Standardsprache überging. Durch den Strukturwandel in der Landwirtschaft, Verstädterung und Einwanderungen aus anderen Teilen Frankreichs sowie Italien, Portugal, der Türkei und dem Maghreb veränderte sich außerdem die Zusammensetzung der Bevölkerung.
1972 erhielt Frankreich als Gebietskörperschaften 21 Regionen (vgl. Regionen Frankreichs). Die beiden Départements am Rhein bildeten von da an bis ins Jahr 2015 die „Region Elsass“ (Région Alsace). Damit wurde die Bezeichnung „Elsass“ erstmals seit der Aufhebung der französischen Provinzen Ende des 18. Jahrhunderts wieder Name eines politischen Territoriums Frankreichs. Das historisch zur Landgrafschaft bzw. zur Provinz Elsass und bis 1871 zum Département Haut-Rhin gehörende Territoire de Belfort schloss sich bei der Regionenbildung der Region Franche-Comté an.
In den 1970er Jahren kamen Regionalismus- und Umweltbewegungen auf. Elsässische und badische Bewegungen arbeiteten gemeinsam gegen die französischen und deutschen Reaktorpläne am Rhein. Das auf badischer Seite geplante Kernkraftwerk Wyhl wurde nicht gebaut, hingegen wurde 1974–1977 auf elsässischer Seite das Kernkraftwerk Fessenheim errichtet.
Die Regionshauptstadt Straßburg wurde 1979 zum Tagungsort des europäischen Parlaments gewählt, was das Elsass zusammen mit dem Benelux zu einer Kernregion der EU macht. Im Anschluss an die Einheitliche Europäische Akte (1987) entstand die Oberrheinkonferenz, die seitdem grenzüberschreitende Projekte im Rahmen der INTERREG-Programme der EU koordiniert. Enge wirtschaftliche Verflechtungen zu Nachbarregionen finden sich vor allem in der Regio Basiliensis. Dort wurde 1995 die Europaregion RegioTriRhena gegründet. Im Zuge der Umsetzung des Schengener Durchführungsübereinkommens fielen am 26. März 1995 im neu entstandenen Schengen-Raum die Grenzkontrollen zwischen Frankreich und Deutschland weg.
Seit 2005 bemühen sich elsässische und benachbarte Organisationen und Gemeinden mit dem Trinationalen Atomschutzverband (TRAS) (französisch L’Association trinationale de protection de la population des alentours de Fessenheim – ATPN) um die Abschaltung des Atomkraftwerks in Fessenheim.
Seit den 2000er Jahren wurde über die Zusammenlegung der beiden elsässischen Départements diskutiert. Ein Referendum über die Schaffung einer elsässischen Gebietskörperschaft im Jahr 2013 scheiterte jedoch an der überwiegenden Ablehnung im Oberelsass (Haut-Rhin) und an der zu geringen Wahlbeteiligung. Schließlich entwickelte die französische Zentralregierung unter Präsident François Hollande und Premierminister Manuel Valls im Rahmen einer Gebietsreform, die die Kosten der Gebietskörperschaften senken sollte, die Idee der Schaffung einer größeren Region unter Einschluss des Elsass, Lothringens und der Region Champagne-Ardenne. Diese wurde trotz heftiger Proteste elsässischer Bürger und Politiker zum 1. Januar 2016 geschaffen und erhielt im Sommer 2016 den offiziellen Namen Grand Est.

## Zeittafel
| Datum                     | Ereignis |
| ------------------------- | --- |
| ca. 600–58 v. Chr.        | Keltische Epoche |
| 71–58 v. Chr.             | Ariovist |
| 58 v. Chr.–406 n. Chr.    | Römische Epoche, Latinisierung der Kelten zu «gallorömischer» Bevölkerung, einwandernde Germanen werden assimiliert, Christianisierung                                                                        |
| 405/406                   | Abzug der römischen Truppen, später einwandernde Alemannen behalten heidnische Riten und Sprache |
| 435–441                   | Hunnisch-römische Herrschaft |
| 441–451                   | Herrschaft Attilas |
| 451 ca.–496/537           | Elsass Teil Alemanniens |
| 496/537–843               | Elsass Teil des Fränkischen Reichs bzw. seiner Teilreiche, Christianisierung der heidnisch gebliebenen Alemannen                                                                                              |
| 6.–7. Jahrhundert         | alemannische Herzöge |
| Anf. 7.–8. Jahrhundert    | Alemannien und Elsass relativ autonom und selbständig |
| 7.–8. Jahrhundert         | elsässische Herzöge |
| 8. Jahrhundert            | karolingische Gaugrafschaften Nordgau und Sundgau |
| 843–869                   | Mittelfränkisches Reich |
| 869                       | Versuch Hugos (Sohn Ludwigs II.) einer elsässischen Herrschaft |
| 870–913                   | Ostfränkisches Reich |
| 913–925                   | Westfränkisches Reich |
| 925–1633/1794             | Ostfränkisches Reich/Heiliges Römisches Reich (HRR) |
| 936 oder 950              | Ungarn |
| spätestens 988–1250       | Herzogtum Schwaben |
| vor 1130                  | Einrichtung der Landgrafenämter für Nordgau und Sundgau |
| 1138–1250                 | Staufer Kaiser, Elsass staufisches Kernland, staufische Territorien und Verwaltungseinrichtungen, Blütezeit (bis ins 14. Jahrhundert)                                                                         |
| 12. Jahrhundert           | Grafenwürde im Sundgau an Habsburger |
| nach 1250                 | weitere Dezentralisierung der Herrschaftsrechte und Entwicklung verschiedener politischer Territorien (Territorialisierung), Bestehen dieser Territorialstruktur im Grundsatz bis 1789/1794                   |
| 1349                      | Judenpogrome u. a. in Basel und Straßburg |
| 1354                      | Zehnstädtebund |
| 1439/1444/1445            | Einfälle von Armagnaken aus Frankreich |
| 1456                      | Erste Hirsebreifahrt von Zürich nach Straßburg; Wiederholung 1576 |
| 1469–1477                 | Habsburgische Gebiete zum Reich Karls des Kühnen |
| 1493                      | Bundschuh-Bewegung |
| 1500 ff.                  | Reichskreise |
| frühes 16. Jahrhundert    | Blütezeit |
| 1515                      | Mülhausen eidgenössisch |
| 16. Jahrhundert           | Reformation, Mennoniten |
| 1523/1524                 | Straßburg reformiert |
| 1525                      | Deutscher Bauernkrieg |
| 1530                      | Confessio Tetrapolitana |
| 1538                      | Gründung des protestantischen Gymnasiums Straßburg (1556 Akademie, 1621 Universität Straßburg) |
| 1552                      | Voyage d’Allemagne Heinrichs II. von Frankreich bis nach Hagenau und vor Straßburg |
| 1583–1604                 | Straßburger Kapitelstreit |
| 17. Jahrhundert           | Gegenreformation |
| 1633–1697/1714            | durch Eroberungen und Verträge kommt der überwiegende Teil des Elsass und angrenzende Gebiete im Norden an Frankreich                                                                                         |
| 1648                      | Westfälischer Friede: habsburgische Gebiete und Reichsrechte an Frankreich |
| 1671–1711                 | Zuzug von Täufern |
| 1680                      | Gründung der Reunionskammern |
| 1681                      | Eroberung Straßburgs durch französisches Militär |
| 1685                      | Aufhebung des Edikt von Nantes |
| 1688–1697                 | Pfälzischer Erbfolgekrieg |
| 1697                      | Frieden von Rijswijk: das Elsass bleibt bei Frankreich |
| 1701–1714                 | Spanischer Erbfolgekrieg |
| 1714                      | Frieden von Rastatt: das Elsass bleibt bei Frankreich |
| Anfang 18. Jahrhundert    | Auswanderungen ins damalige Ungarn |
| 18. Jahrhundert           | Blütezeit |
| nach 1753                 | Ende des habsburgischen Anspruches auf das Elsass |
| 1789                      | Beginn der Französischen Revolution, Aufhebung aller verbliebenen politischen Sonderrechte und Verfassungen                                                                                                   |
| 1790                      | Gründung der Départements Bas-Rhin und Haut-Rhin |
| 1791                      | Bürgerliche Verfassung |
| 1793                      | Grafschaft (Ober-)Salm zum Département Vosges (1871 einige Dörfer Obersalms zum Bezirk Unterelsass) |
| 1794                      | Grafschaft Saarwerden zum Département Bas-Rhin (Krummes Elsass), letztmals ein Territorium des HRR ans Elsass                                                                                                 |
| 1795                      | Kanton Schirmeck wechselt vom Département Bas-Rhin zum Département Vosges |
| 1798                      | Mülhausen tritt Frankreich bei (letztes nicht zu Frankreich gehörendes Gebiet) |
| 1800                      | Département Mont-Terrible mit den Arrondissements Porrentruy und Delémont zum Département Haut-Rhin |
| 1800                      | Code civil |
| 1803–1808                 | Auswanderung nach Russland |
| 1814–1815                 | Wiener Kongress: Das Elsass bleibt bei Frankreich. |
| 1814                      | Arrondissements Porrentruy und Delémont des Départements Haut-Rhin zum Kanton Bern |
| 1815                      | Zweiter Pariser Frieden: Landau und Umgebung an Bayern |
| 1. Hälfte 19. Jahrhundert | Bevölkerungsexplosion, Hungersnöte, Auswanderung nach Amerika |
| 1870                      | Deutsch-Französischer Krieg und Belagerung von Straßburg |
| 1871–1918                 | Elsass-Lothringen (ohne Territoire de Belfort, mit Kanton Schirmeck und Teilen des Kantons Saales) wird Teil des Deutschen Kaiserreiches, Bezirke Unterelsass und Oberelsass, bis 1911 ohne eigene Verfassung |
| 1872                      | Die Gemeinden Raon-sur-Plaine und Raon-lès-Leau partiell wieder an Frankreich |
| 1872                      | Elsass-Lothringen zum Deutschen Zollverein |
| 1900                      | Bürgerliches Gesetzbuch |
| 1911                      | Elsass-Lothringische Verfassung |
| 1913                      | Zabern-Affäre |
| 1914–1918                 | Erster Weltkrieg, Frontverlauf durch Bezirk Oberelsass |
| November 1918             | Folgenlose Ausrufung der Republik Elsass-Lothringen |
| 1919                      | Das Elsass wird wieder Teil Frankreichs. |
| 1927                      | Gründung der Autonomistischen Landespartei |
| 1940–1944/1945            | Besetzung durch die Wehrmacht während des Zweiten Weltkriegs |
| 1944–1945                 | Einnahme durch alliierte Truppen |
| 1952                      | Gründung der Montanunion |
| 1950er/1960er             | Wirtschaftlicher Boom (global) |
| 1972                      | Gründung der Région Alsace |
| 1974–1977                 | Bauplatzbesetzung in Marckolsheim (Bleichemiewerk), „Dreyeckland“-Bewegung gegen KKW in Breisach, Wyhl, Gerstheim, Fessenheim (gebaut), und Kaiseraugst                                                       |
| 1979                      | Straßburg wird Sitz des Europäischen Parlaments. |
| 1995                      | Gründung der Europaregion RegioTriRhena |
| 1995                      | Wegfall der Grenzkontrollen nach dem Schengener Abkommen |
| 2005                      | Gründung einer trinationalen Organisation zur Abschaltung des Atomkraftwerks Fessenheim |
| 2009                      | Debatte um Aufhebung der Départements und Vereinigung mit der Verwaltung der Region |
| 2016                      | Auflösung der Region und Verschmelzung mit Lothringen und Champagne zu Grand Est |